# Stabfigur

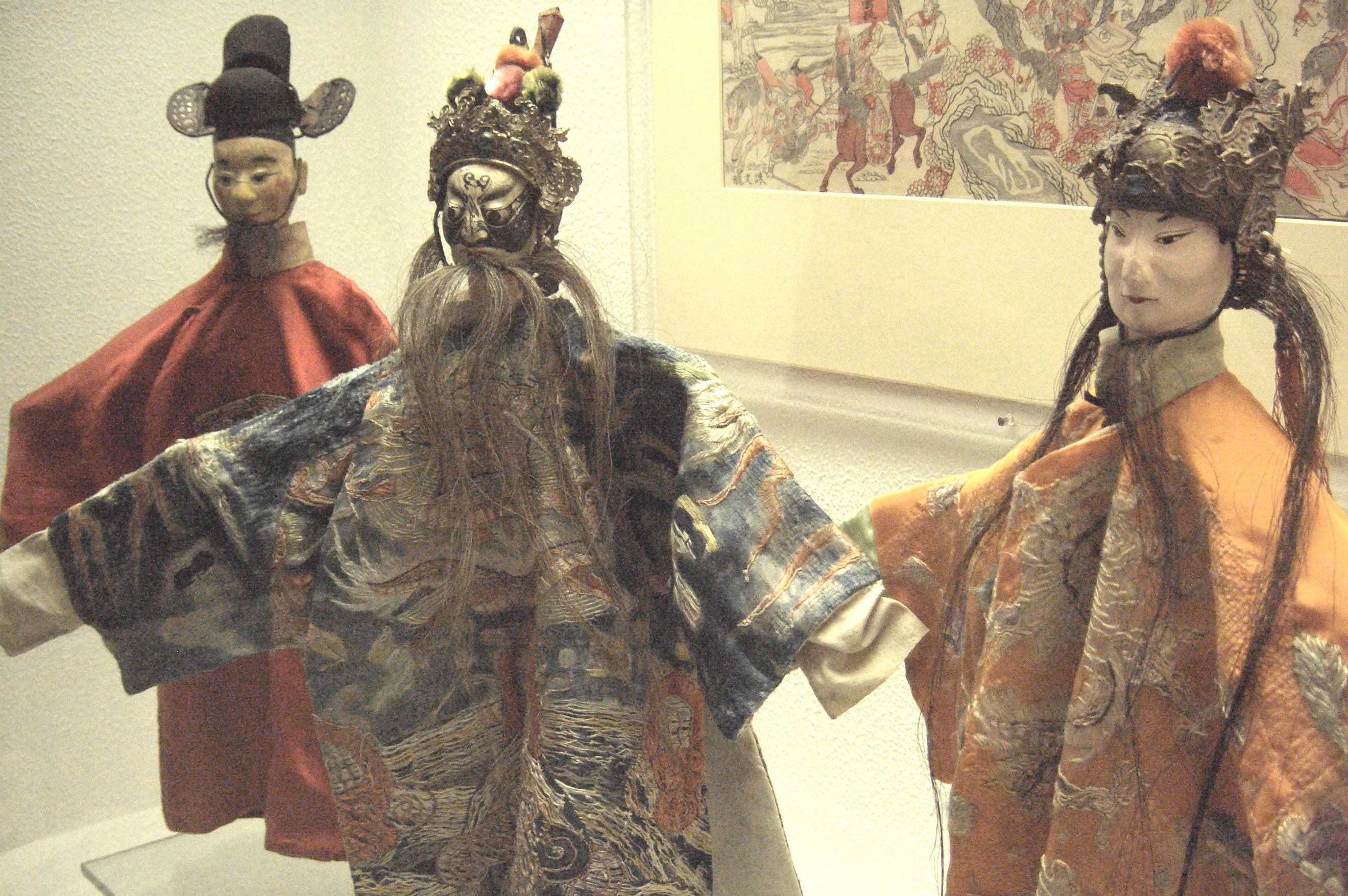
Chinesische Stockfiguren

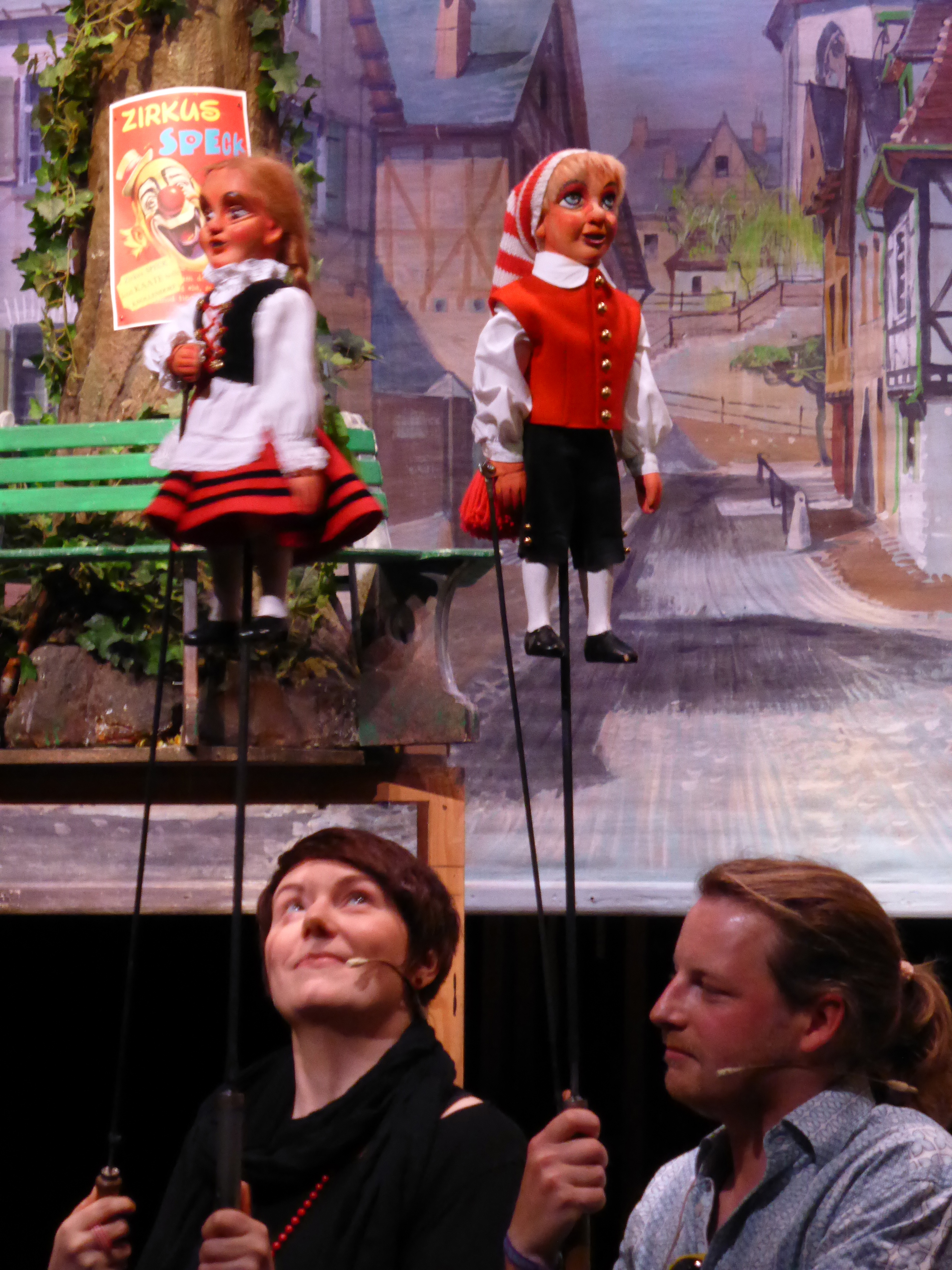
Kölner Hänneschen und Bärbelchen.

Eine Stabfigur, auch Stockpuppe oder Stabpuppe, ist eine Puppenspielfigur, deren Bewegungen durch das geschickte Führen der an ihr befestigten Stäbe gesteuert werden. Die Stabfigur wird hauptsächlich von unten hinter einem Paravent gespielt, wobei Kopf und Hände an Stäben geführt werden. Da sie nicht wie die Handpuppe der Anatomie der menschlichen Hand angepasst werden muss, ermöglicht diese Figurenart verschiedenartigere Körperformen, ohne dass die Direktheit des Spieles behindert wird.
Ebenso wie bei der Handpuppe fehlen meistens die Beine, dadurch sind die Gestaltungsmöglichkeiten im Gegensatz zu Marionette und Tischmarionette einschränkt. Die Bewegungen des Unterleibes müssen imaginär dargestellt werden, was besondere Ansprüche an den Spieler stellt. Wird die Figur von zwei Puppenspielern geführt, werden raumgreifende, große Gesten möglich. Das setzt jedoch Übung und starkes aufeinander Eingehen voraus. 
Zu den bekanntesten Stabfigurentheatern in Deutschland gehören das Hänneschen-Theater in Köln und die Weilheimer Puppenspiele; zur Besonderheit des letztgenannten Theaters gehört, dass die Führungsstäbe in die Puppenkostüme integriert und so für die Zuschauer unsichtbar sind.
Eine große Tradition haben Stabfiguren im chinesischen Puppentheater. In Indonesien wird auf der Insel Java Wayang Golek von einem Spielführer gezeigt.
Eine Abwandlung ist die Stockhandpuppe, bei der die Stabfigur mit der Spielerhand direkt durch die Ärmel animiert wird. 